# Сигрека (река, впадает в Овечье)
Сигрека — река в России, протекает по территории Амбарнского сельского поселения Лоухского района Республики Карелии. Длина реки — 15 км.
Река берёт начало из ламбины без названия на высоте 99 метров над уровнем моря и далее течёт преимущественно в восток-юго-восточном направлении по заболоченной местности.
Река в общей сложности имеет десять малых притоков суммарной длиной 18 км.
Протекает через озёра Пилка и Ульманга. Также имеет правый приток из озера Евгений.
Впадает на высоте 71,5 м над уровнем моря в озеро Овечье, через которое протекает река Пулома, впадающая в Энгозеро. Воды Энгозера через реки Калгу и Воньгу попадают в Белое море.
Населённые пункты на реке отсутствуют.
Код объекта в государственном водном реестре — 02020000712102000002087.